# The Jaws of Life
The Jaws of Life das fünfte Studioalbum der US-amerikanischen Post-Hardcore-Band Pierce the Veil aus San Diego, Kalifornien, das am 10. Februar 2023 über Fearless Records weltweit erscheint.
Das Album umfasst zwölf Titel mit einer Spielzeit von 41 Minuten und 32 Sekunden.

## Hintergrund
Nachdem Mitte November des Jahres 2017 Vorwürfe der sexuellen Belästigung gegen den Schlagzeuger Mike Fuentes bekannt wurden und dieser sich einen Monat darauf vorübergehend aus der Gruppe zurückzog, blieb es einige Zeit lang ruhig um die Band. Im Zuge von Fuentes’ zwischenzeitlichen Ausstiegs musste eine Tournee durch das Vereinigte Königreich abgesagt werden. Erst Mitte des Jahres 2018 gab Sänger Vic Fuentes ein erstes Lebenszeichen der Band bekannt.

## Produktion
Am 6. Juli 2018 gab Sänger Vic Fuentes bekannt, mit der Arbeit an Material für das fünfte Studioalbum der Band begonnen zu haben.
Im August des Jahres 2021 erklärte Fuentes, dass er mit dem Schreiben neuer Musik fertig sei und mit den übrigen Mitgliedern im September das Studio beziehen werde, um mit den Aufnahmen zu beginnen. Bereits im Jahr 2020 teilte die Gruppe mit, dass der bisherige Schlagzeuger Mike Fuentes im Zuge der Vorwürfe wegen sexuellem Missbrauch aus dem Jahr 2017 die Band verlassen habe und nicht auf dem Album zu hören sein wird.
In einem Anfang des Jahres 2022 veröffentlichten Artikel im Music Mayhem Magazine hieß es, dass die Gruppe bereits im Oktober des gleichen Jahres mit dem Mutemath-Musiker Paul Meany als Produzenten ein Aufnahmestudio in New Orleans, Louisiana bezogen und mit den Aufnahmen begonnen habe. Im November waren die Aufnahmen für Schlagzeug und E-Bass größtenteils abgeschlossen. Meany fungiert bei den Aufnahmen als Studio-Schlagzeuger.

## Veröffentlichungen
Am 1. September 2022 veröffentlichte die Gruppe mit Pass the Nirvana das erste musikalische Stück seit 2016, ohne dabei aber Informationen über ein neues Album bekannt zu geben. Mit Emergency Contact brachte die Band am 11. November eine zweite Single auf dem Markt und kündigte an, dass das Album am 10. Februar 2023 erscheint. Am 13. Januar 2023 erschien mit Even When I’m Not with You die dritte und letzte offizielle Singleauskopplung zum Album.

## Titelliste
Die Titelliste das Albums wurde in der Albumankündigung bekannt gegeben.
| #  | Titel                         | Komponist(en)                                                                       | Länge | Anmerkungen                                      |
| -- | ----------------------------- | ----------------------------------------------------------------------------------- | ----- | ------------------------------------------------ |
| 1  | Death of an Executioner       | Vic Fuentes, Jaime Preciado, Paul Meany, Tony Perry, Colin Holbrook, Curtis Peoples | 4:28  |                                                  |
| 2  | Pass the Nirvana              | Fuentes, Peoples, Meany, David Dahlquist, Pat Morrissey                             | 3:17  | 1. Single                                        |
| 3  | Even When I’m Not with You    | Fuentes                                                                             | 2:54  | 3. Single                                        |
| 4  | Emergency Contact             | Fuentes, Peoples                                                                    | 4:00  | 2. Single                                        |
| 5  | Flawless Execution            | Fuentes, Meany                                                                      | 4:00  |                                                  |
| 6  | The Jaws of Life              | Fuentes, Peoples, Dahlquist, Morrissey                                              | 3:43  |                                                  |
| 7  | Damn the Man, Save the Empire | Fuentes, Peoples, Meany, Mike Fuentes                                               | 3:57  |                                                  |
| 8  | Resilience 1                  | Fuentes, Peoples, Colin Brittain                                                    | 3:40  |                                                  |
| 9  | Irrational Fears (Interlude)  | Preciado                                                                            | 0:22  |                                                  |
| 10 | Shared Trauma                 | Fuentes, Preciado                                                                   | 4:13  |                                                  |
| 11 | So Far So Fake                |                                                                                     | 3:56  | Fuentes, Preciado, Meany, Peoples, Steve Solomon |
| 12 | 12 Fractures                  | Fuentes, Peoples                                                                    | 3:02  | • feat. Chloe Moriondo                           |

## Promotion
Zwischen dem 9. September und dem 22. November 2022 spielt die Gruppe als Hauptsupport auf der True Power Tour von I Prevail in Nordamerika. Im Oktober spielten Pierce the Veil zudem auf dem When We Were Young.
Im Dezember 2022 tourte die Band durch das Vereinigte Königreich. Bereits im Januar 2023 kündigte die Gruppe Konzerte in Europa für März und April des Jahres 2024 an.

## Erfolg

### Mediale Rezeption
In der deutschen Fachpresse erhielt The Jaws of Life gemischte bis negatives Echo. So schreibt Jannik Kleemann in seiner Rezension zum Album auf Metal.de, dass die Musik der Gruppe längst nicht mehr nur im Post-Hardcore zu finden ist, sondern auch mehr oder weniger deutliche Anleihen des Alternative- bzw. Indie-Rock, aber auch Pop-Punk und der Popmusik aufweise. So vergleicht er den Opener des Albums mit Placebo. Die musikalische Abwechslung wirke mal spannend, mal aber auch fad. Die Musik wird durch die Stimme des Sängers Vic Fuentes getragen, was zwar zur Abwechslung beiträgt, allerdings auf Kosten der Durchschlagskraft. Im Metal.de-Soundcheck des Monats Februar belegte das Album mit einer Durchschnittswertung von 5.1 den letzten Platz.
Auch Tobias Dahs konnte dem musikalischen Stilwechsel der Gruppe nichts abgewinnen und sprach der Gruppe größtenteils die Relevanz ab um auf der Plattform weiterhin besprochen zu werden. Kritisch wurden angemerkt, dass der Gesang mit Auto-Tune durch „den Fleischwolf gedreht wurde“ und die Gitarren mit poppigen Synthies die Bühne teilen müssen bzw. gar in den Hintergrund treten. Pass the Nirvana wird dabei noch als „poppiger Punker“ und ein letztes „Aufbäumen“ bezeichnet. Allerdings habe sich die Gruppe mit der Veröffentlichung des Albums komplett austauschbar gemacht. Raphael Siems schreibt in seiner Kritik für die deutschsprachige Ausgabe des Metal Hammer, dass es für die Musik Pierce the Veils nichts Neues sei, Hardcore Punk mit Elementen der Popmusik zu mischen, was bei früheren Werken der Gruppe bereits zu hören war. Während diese Elemente in den Frühwerken noch im Hintergrund verblieben, haben diese auf The Jaws of Life die Oberhand gewonnen. Während vereinzelte Lieder wie So Far So Fake den musikalischen Wurzeln weitestgehend treu bleiben, erinnere Resilience aufgrund der stimmlichen Ähnlichkeit der Sänger und den weicheren Sounds an Placebo; Shared Trauma durch seinen Elektropop-Charakter gar an twenty one pilots.
Wesentlich wohlwollender wurde das Album von der englischsprachigen Presse wahrgenommen. So gab Emma Wilkes vom britischen Kerrang! dem Album die zweitbeste Wertung und schreibt, dass sich das Album auf den Spuren von Misadventures aus dem Jahr 2016 bewege, welches als das beste Album der Gruppe gepriesen wurde. Die Musiker seien mutiger, stumpfer und erwachsener geworden, wodurch die Musik der Gruppe inzwischen nicht mehr bloß für die Emo-Phase relevant ist, sondern auch darüber hinaus. Maddy Howell schrieb in ihrer Albumbesprechung für die englischsprachige Ausgabe des Metal Hammer, dass sich die Gruppe nicht in ihrer Komfortzone ausruhen und die Lieder unvorhersehbar ausgefallen sind. Sie hob lobend hervor, dass die Musiker die Massen nicht mit purer musikalischer Nostalgie füttern wollen. Anne Erickson schrieb für Blabbermouth.net, dass sich die Gruppe experimentierfreudiger wie nie zuvor zeige. Das Album erreiche mit dem titelgebenden Stück durch den knackigen Gesang, eingängigen Melodien und den Powerpop-Elementen einen Weezer-Moment, der positiv zur musikalischen Diversität beitrage. Erickson schreibt, dass Pierce the Veil mit The Jaws of Life den Thron des Post-Hardcore behaupten könne.

### Kommerziell
Das Album verpasste einen Einstieg in den deutschen Albumcharts. In den britischen Charts stieg the The Jaws of Life auf Platz 43 ein; in Australien auf Platz acht.
In den Vereinigten Staaten verkaufte sich das Album rund 17.500 mal innerhalb der ersten Verkaufswoche. Es stieg auf Platz 14 in den US-amerikanischen Albumcharts ein.